# 亞齊科維奇
50°57′11″N 26°58′47″E / 50.95306°N 26.97972°E
亞齊科維奇（烏克蘭語：Яцьковичі）是位於烏克蘭西北部里夫內州裏里夫內區的村莊，始建於1898年，面積1.39平方公里，海拔高度186米，2001年人口1,211，人口密度每平方公里871.2人。